# 奈良坂・プラサード還元
奈良坂・プラサード還元（ならさか・プラサードかんげん、英: Narasaka–Prasad reduction、単に奈良坂還元とも）は、β-ヒドロキシケトンからsyn-ジオールへのジアステレオ選択的還元反応である。本反応はBBu2OMeといったホウ素キレート剤と還元剤（通常は水素化ホウ素ナトリウム）を利用する。この手順は1984年に奈良坂紘一らによって初めて発見された。

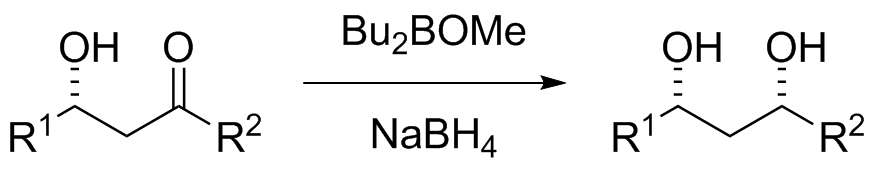
'奈良坂・プラサード還元のスキーム

本反応は下図に示される六員環キレート中間体を経て進行する。ホウ素原子への基質ヒドロキシケトンのキレートは、ヒドリドが図の上面から転移するのに有利に働く。これは、より安定ないす形様配座の遷移状態に至るためである（フュルスト・プラットナー則）。したがってNaBH4からの分子間ヒドリド転移は既存のアルコールに対して逆面からのアキシアル攻撃を経て進行する。

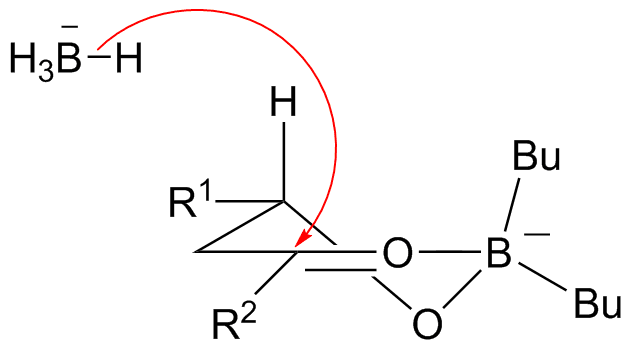
奈良坂・プラサード還元において観察されるジアステレオ選択性の発現の要因

この反応は、アルコールと同じ面からの分子内ヒドリド転移を達成するために異なるホウ素試薬を利用するエヴァンス・サクセナ還元と対比することができる。エヴァンス・サクセナ還元ではanti-ジオールが得られる。
奈良坂・プラサード還元はジスコデルモリドといった多くの化合物の全合成に利用されてきた。